# マレア岬
マレア岬（マレアみさき、希: Ακρωτήριον Μαλέας, 英: Cape Maleas）は、ギリシャ南部のペロポネソス半島から南に伸びている3つの半島の1つである。マレアス岬とも呼ばれる。口語でカボマリアス（希: Καβομαλιάς, 英: Cavomaliás）と呼ばれることもある。
他の2つの半島はマニ半島とメッシニア半島で、マレア岬は南東に位置し、西のラコニア湾と東のエーゲ海を隔てている。またマニ半島とともにラコニア湾を形成している。岬と区別するために、半島はその上方にある有名な古代都市にちなんで「エピダヴロスリミラ」半島と呼ばれることがある。マタパン岬に次ぐギリシャ本土の最南端であり、かつては地中海最大の灯台の1つがあった。岬のある海域は難所として悪名高く、航海は困難がつきまとい、変わりやすい天候と時折見られる非常に強い嵐に特徴がある。

## 地理
マレア岬はラコニア県の地域単位にあり、モネンバシアの自治体は半島全体と東海岸の一部をカバーしている。市町村単位のヴィオス（Βοιές）は半島の西側南端に位置し、半島最大の町ネアポリ・ヴォイオンがある。半島の西のすぐ近くに長くて明るい色の砂浜で知られるエラフォニソス島がある。さらに南にはアプロディテ上陸の地として名高いキティラ島がある。

## 歴史
ヘロドトスによると元来はアルゴリスの領域だったが、後にスパルタがアルゴリスの南部地域やキティラ島とともに奪ってラコニアに編入した。マレア岬は古代では活気のある海上交通路であり、地中海の北東部と西部が交差する主要なルートの1つであった。しかしマレア岬は古くから悪天候で悪名高く、すでにホメロスの叙事詩『オデュッセイア』でマレア岬の悪天候が語られている。ホメロスは帰国の途上でオデッセウスとメネラオスがどのように強風にあおられて、航路から大きく外れ、帰国に多くの年月を要したのかを歌っている。オデュッセウスはマレア岬を迂回しているときに潮流と北風につかまり、ロトパゴイの国に流された。メネラオスの船団はマレア岬に差し掛かったところでゼウスが起こした嵐と巨大な波に襲われ、クレタ島およびエジプトに流された。アルゴナウタイもまたマレア岬で強風に襲われてリビアまで流された。
マレア岬の重要性はペロポネソス半島を迂回することなくコリンティアコス湾への航行を可能にしたコリントス運河の開通（1893年）により低下した。しかし、コリント運河は幅21m未満の船しか通過できないため、マレア岬は依然として大量の海上交通がある。第二次世界大戦では、ドイツ占領軍は主要な輸送航路の防衛と監視のために軍事塔の建設を開始した。しかし1944年に占領が終了したため、建設は中止された。

## 神話
ギリシア神話ではマレア岬は神話的な種族が住んだ土地とされる。パウサニアスが引用するピンダロスの詩によると、ナイアスの夫シレノスはマレアの山で育った。もっと有名な物語ではケンタウロス族の賢者ケイロンはマレア岬に居住した。ケンタウロスたちがヘラクレスとの間にトラブルを起こしたとき、彼らが逃げ込んだのはケイロンの住むマレア岬だった。その後、ケンタウロス族はマレア岬から各地に散ったが、そのうちのいくつかはマレアの山々に逃れた。

## 地質
マレア岬からエラフォニソス島にかけての広範囲にわたって300万年前の森林が化石化して残っており、特にクリティナ山（όρους Κριθίνα）南西側の斜面はジオパークに指定されている。

## ギャラリー

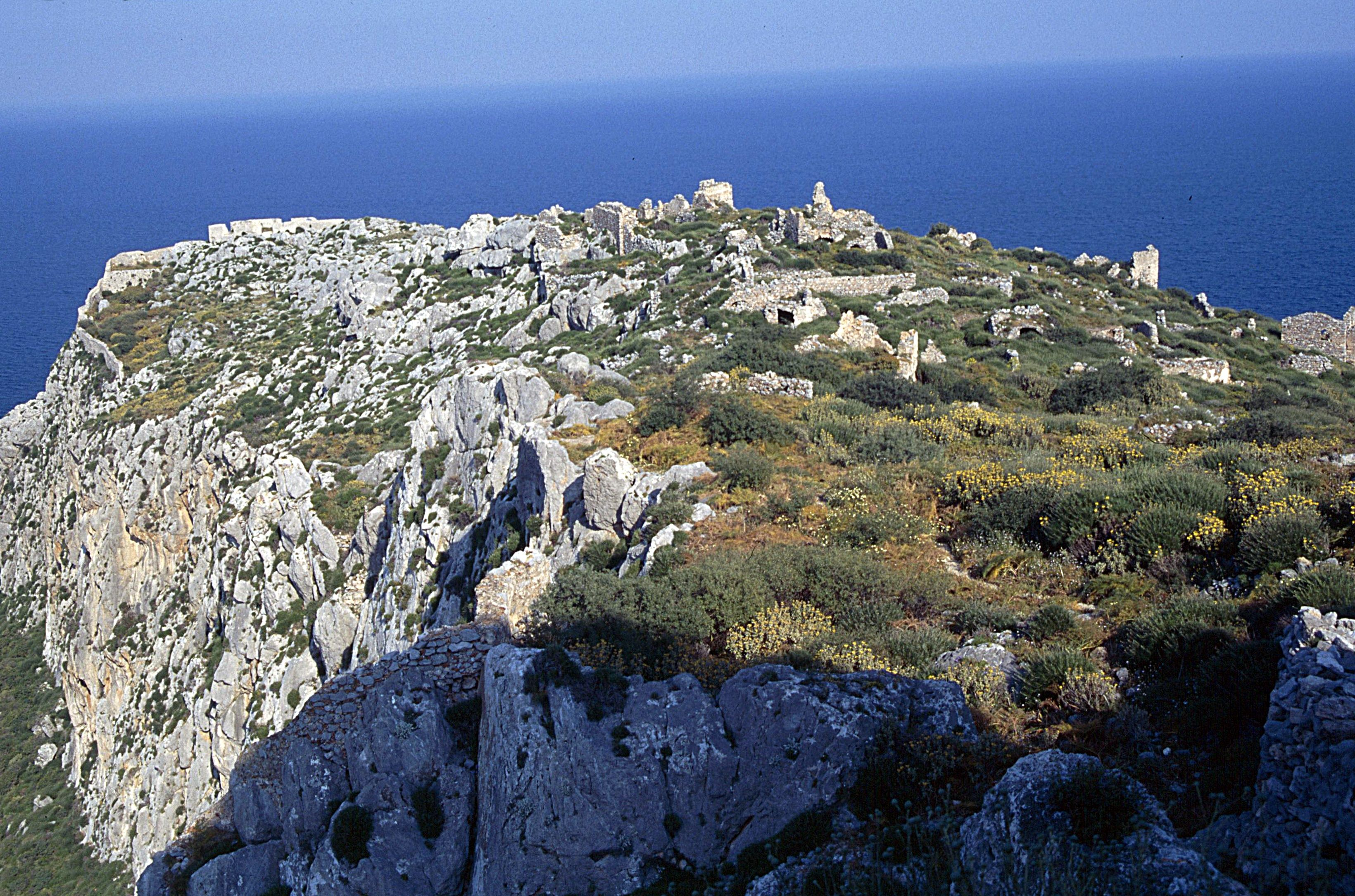
モネンバシア
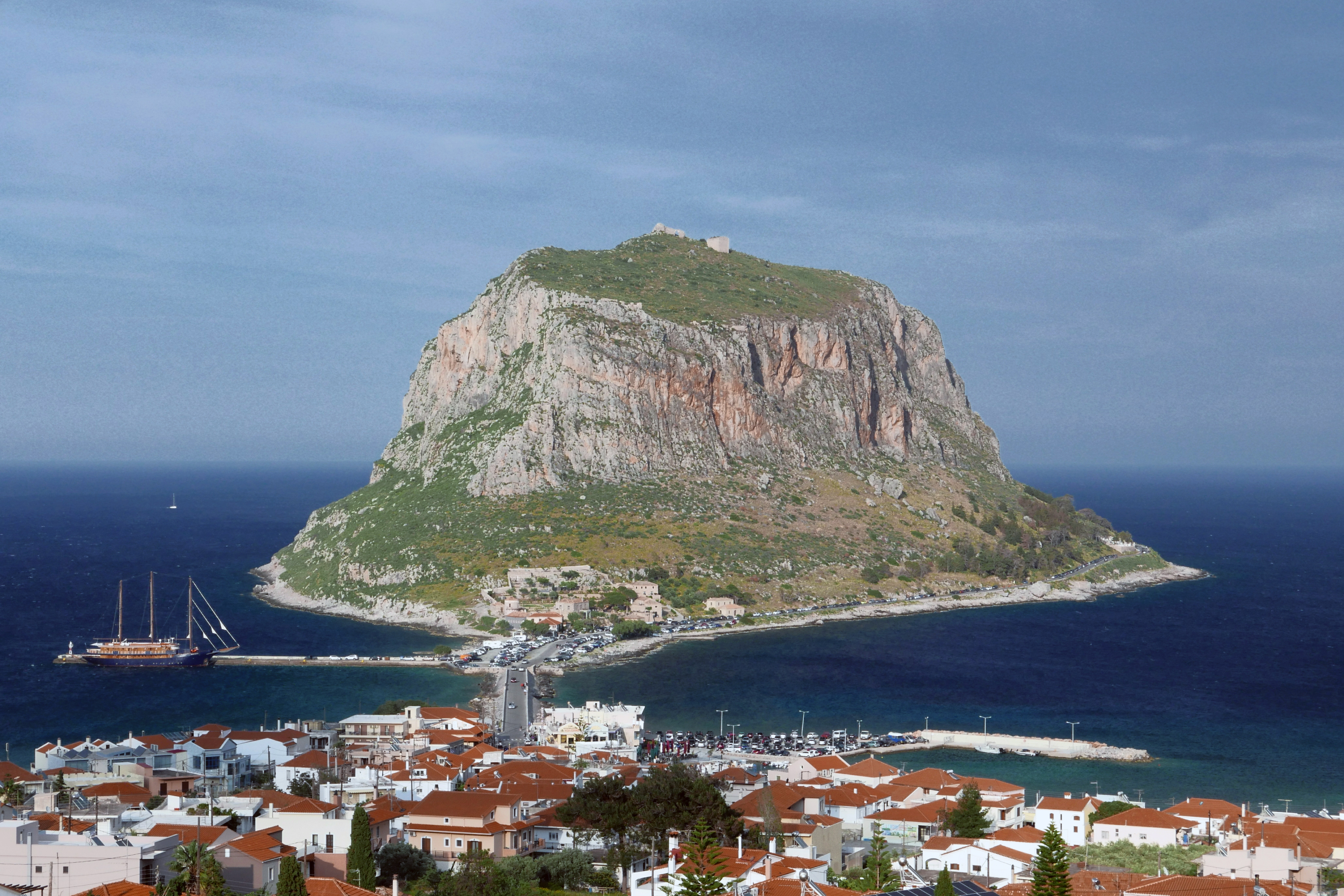
モネンバシア
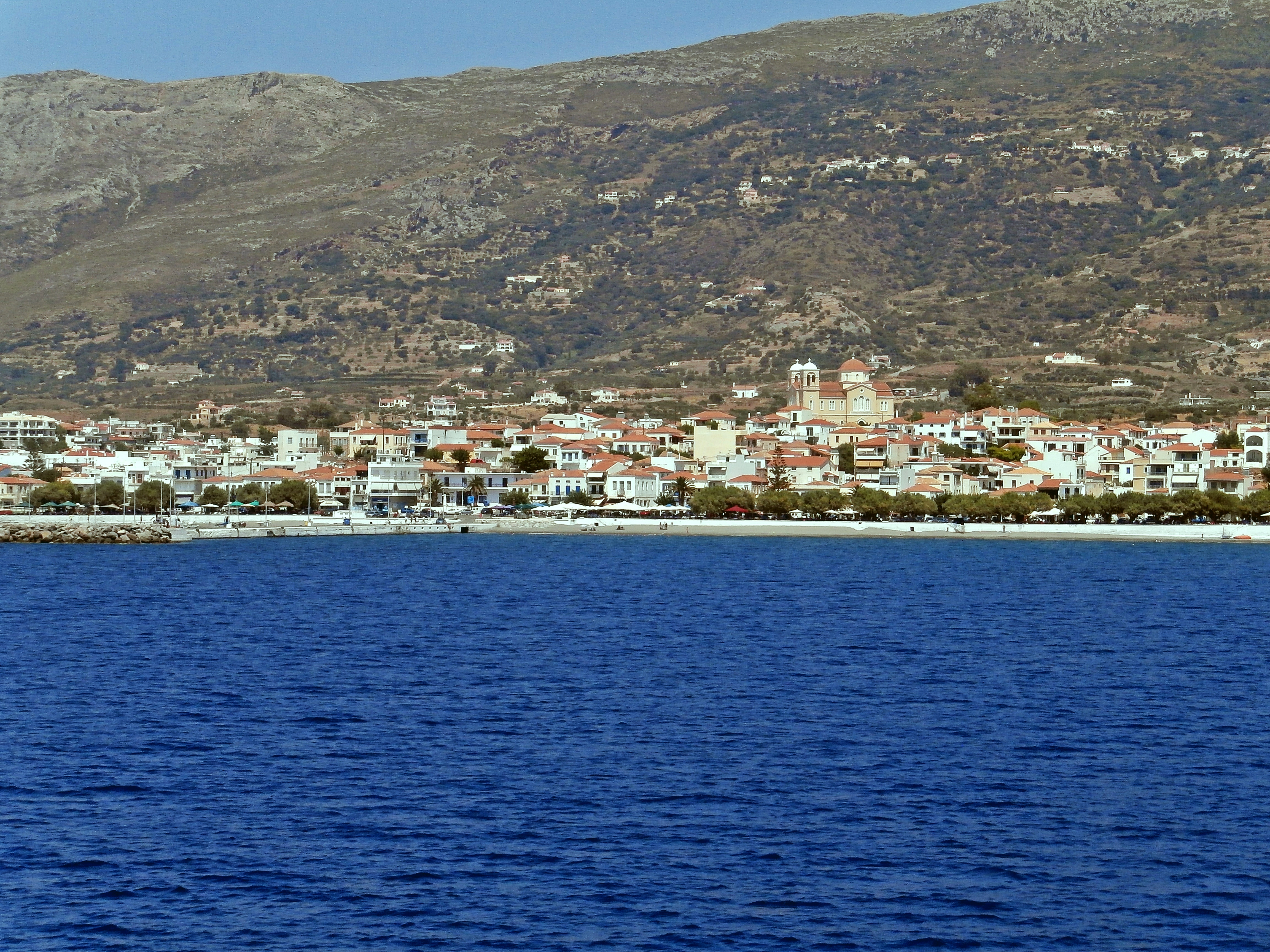
ヴィオス
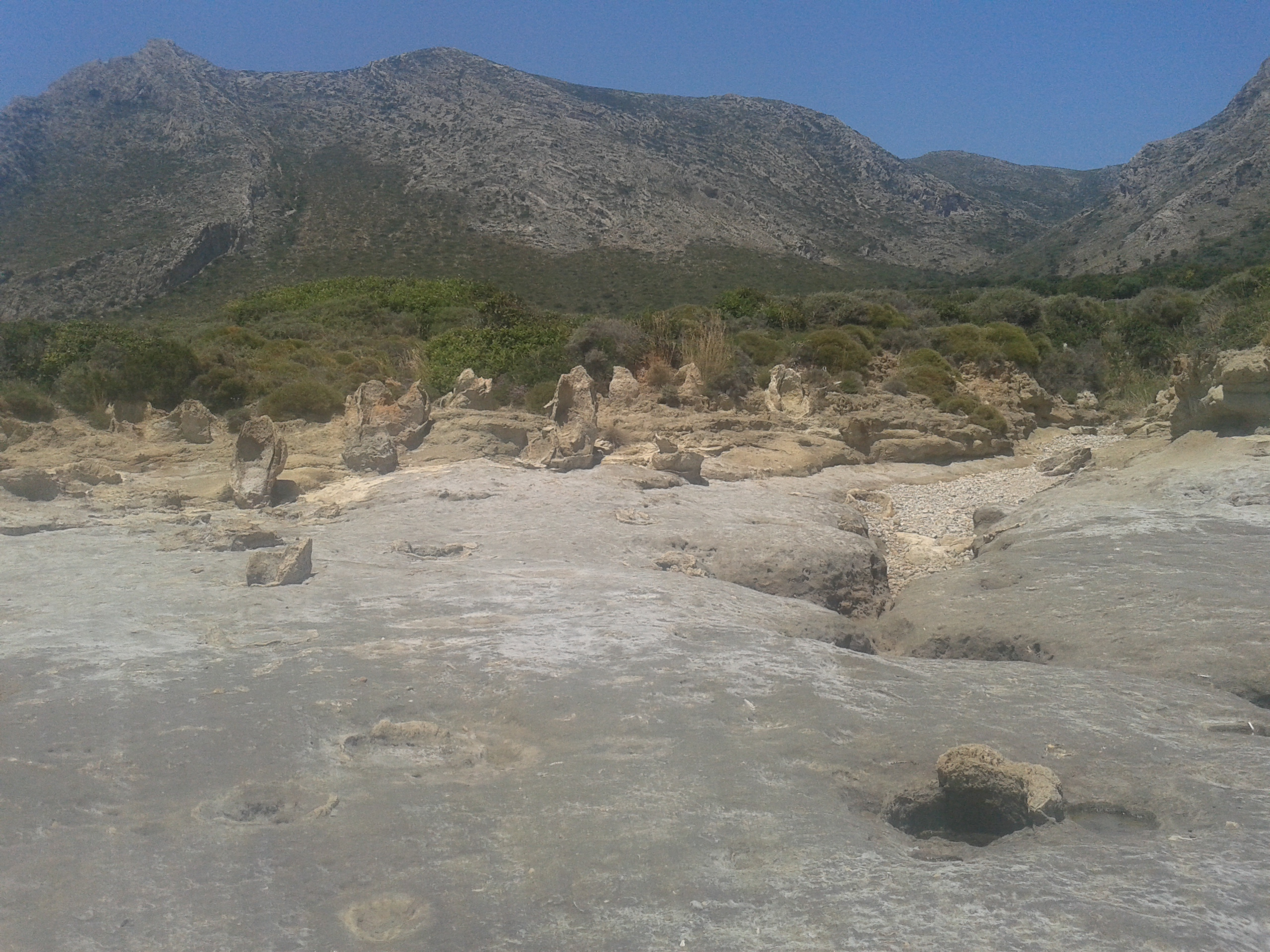
ヴィオスに残る太古の森林の化石
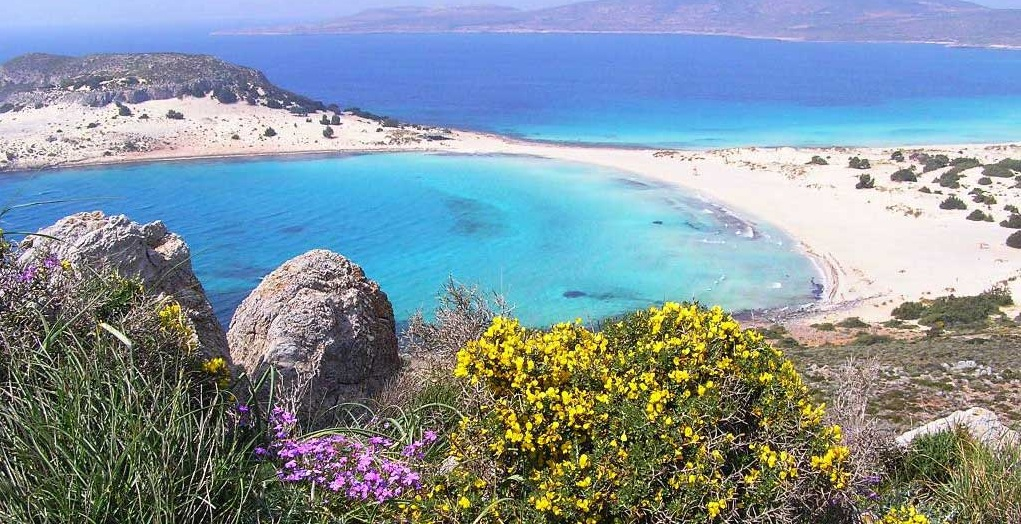
エラフォニソス島